# جون سبنسر (ممثل)
جون سبنسر (بالإنجليزية: John Spencer) (و. 1946 – 2005 م) هو ممثل تلفزيوني، وممثل أفلام، وممثل مسرحي أمريكي، ولد في نيويورك، توفي في لوس أنجلوس، عن عمر يناهز 59 عاماً، بسبب نوبة قلبية.

## التعليم
تعلم في جامعة فيرلي ديكنسون، ومدرسة الأولاد للمحترفين ‏.

## جوائز وترشيحات
حصل على جوائز منها:
- جائزة نقابة ممثلي الشاشة لأفضل أداء جماعي في مسلسل درامي، عن عمل: الجناح الغربي (2002)
- جائزة الإيمي برايم تايم لأفضل ممثل مساعد في مسلسل درامي، عن عمل: الجناح الغربي (2002)
- جائزة نقابة ممثلي الشاشة لأفضل أداء جماعي في مسلسل درامي، عن عمل: الجناح الغربي (2001).

ترشح لـ:
- جائزة نقابة ممثلي الشاشة لأفضل أداء جماعي في مسلسل درامي، عن عمل: الجناح الغربي (2006)
- جائزة نقابة ممثلي الشاشة لأفضل أداء جماعي في مسلسل درامي، عن عمل: الجناح الغربي (2005)
- جائزة الإيمي برايم تايم لأفضل ممثل مساعد في مسلسل درامي، عن عمل: الجناح الغربي (2004)
- جائزة نقابة ممثلي الشاشة لأفضل أداء جماعي في مسلسل درامي، عن عمل: الجناح الغربي (2004)
- جائزة الإيمي برايم تايم لأفضل ممثل مساعد في مسلسل درامي، عن عمل: الجناح الغربي (2003)
- جائزة نقابة ممثلي الشاشة لأفضل أداء جماعي في مسلسل درامي، عن عمل: الجناح الغربي (2003)
- جائزة الإيمي برايم تايم لأفضل ممثل مساعد في مسلسل درامي، عن عمل: الجناح الغربي (2002)
- جائزة نقابة ممثلي الشاشة لأفضل أداء جماعي في مسلسل درامي، عن عمل: الجناح الغربي (2002)
- جائزة الإيمي برايم تايم لأفضل ممثل مساعد في مسلسل درامي، عن عمل: الجناح الغربي (2001)
- جائزة نقابة ممثلي الشاشة لأفضل أداء جماعي في مسلسل درامي، عن عمل: الجناح الغربي (2001)
- جائزة الإيمي برايم تايم لأفضل ممثل مساعد في مسلسل درامي، عن عمل: الجناح الغربي (2000).

## وصلات خارجية
- جون سبنسر على موقع IMDb (الإنجليزية)
- جون سبنسر على موقع روتن توميتوز (الإنجليزية)
- جون سبنسر على موقع ألو سيني (الفرنسية)
- جون سبنسر على موقع أول موفي (الإنجليزية)
- جون سبنسر على موقع قاعدة بيانات برودواي على الإنترنت (الإنجليزية)
- جون سبنسر على موقع قاعدة بيانات برودواي على الإنترنت (الإنجليزية)
- جون سبنسر على موقع قاعدة بيانات الأفلام السويدية (السويدية)
- جون سبنسر على موقع إن إن دي بي (الإنجليزية)
- جون سبنسر على موقع ديسكوغز (الإنجليزية)
- جون سبنسر على موقع قاعدة بيانات الفيلم (الإنجليزية)